# Томшани (Дамбовица)
Томшани (рум. Tomșani) насеље је у Румунији у округу Дамбовица у општини Костештиј дин Вале. Oпштина се налази на надморској висини од 156 m.

## Становништво
Према подацима из 2002. године у насељу је живело 533 становника, од којих су сви румунске националности.